# Universidad Estatal de Nueva York en Geneseo
42°47′44″N 77°49′10″O / 42.795668, -77.819547
La Universidad Estatal de Nueva York en Geneseo—también conocida como SUNY Geneseo, Geneseo State, o simplemente Geneseo— se encuentra en la villa de Geneseo, condado de Livingston, Estado de Nueva York. Es una universidad perteneciente a la Universidad Estatal de Nueva York. Originalmente fundada como la Wadsworth Normal and Training School, en 1871, y pasó a ser una Universidad Estatal de Artes liberales en 1948.

## El Campus

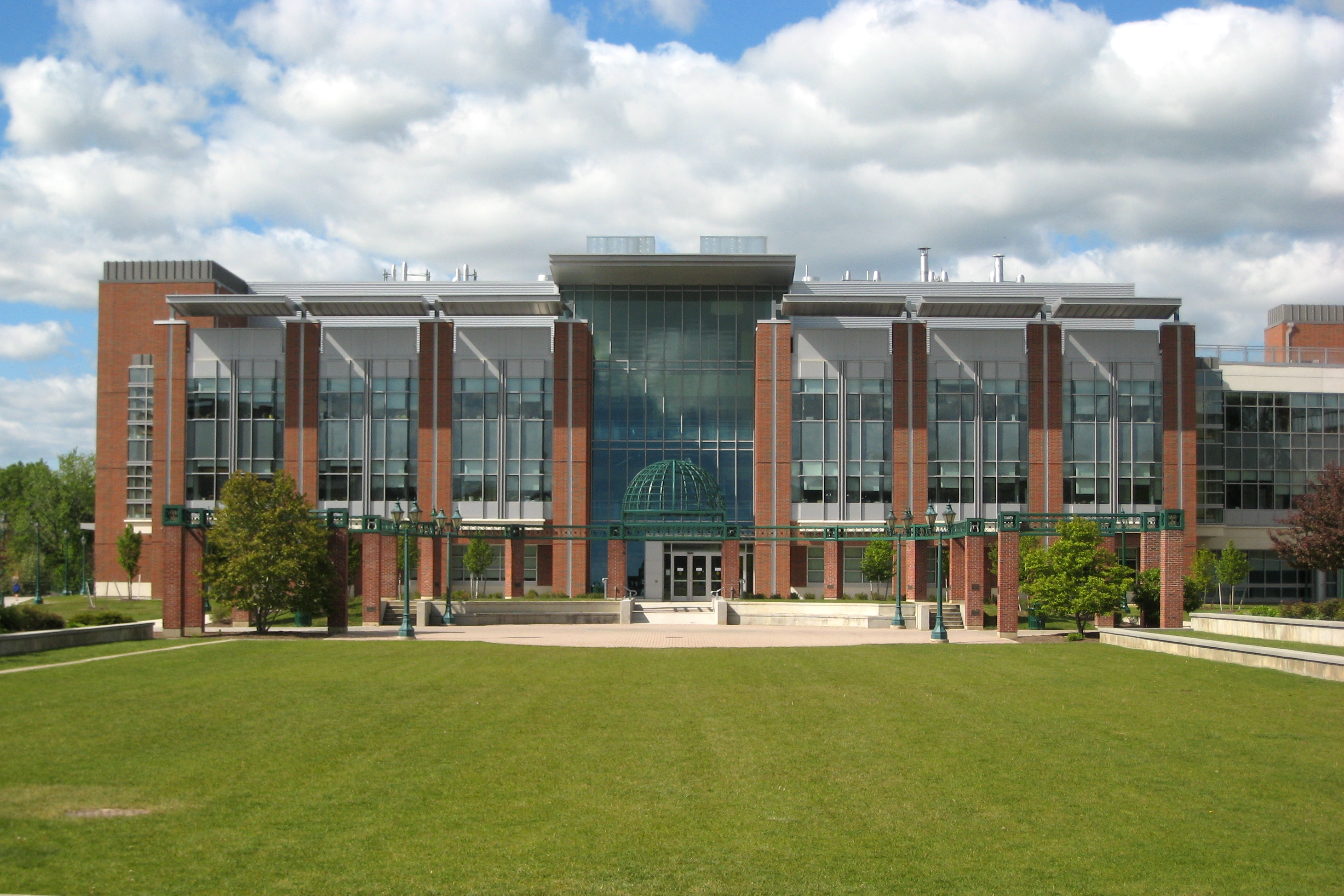
El centro de ciencias abierto en el otoño de 2006. En primer plano se aprecia el césped del College Green.

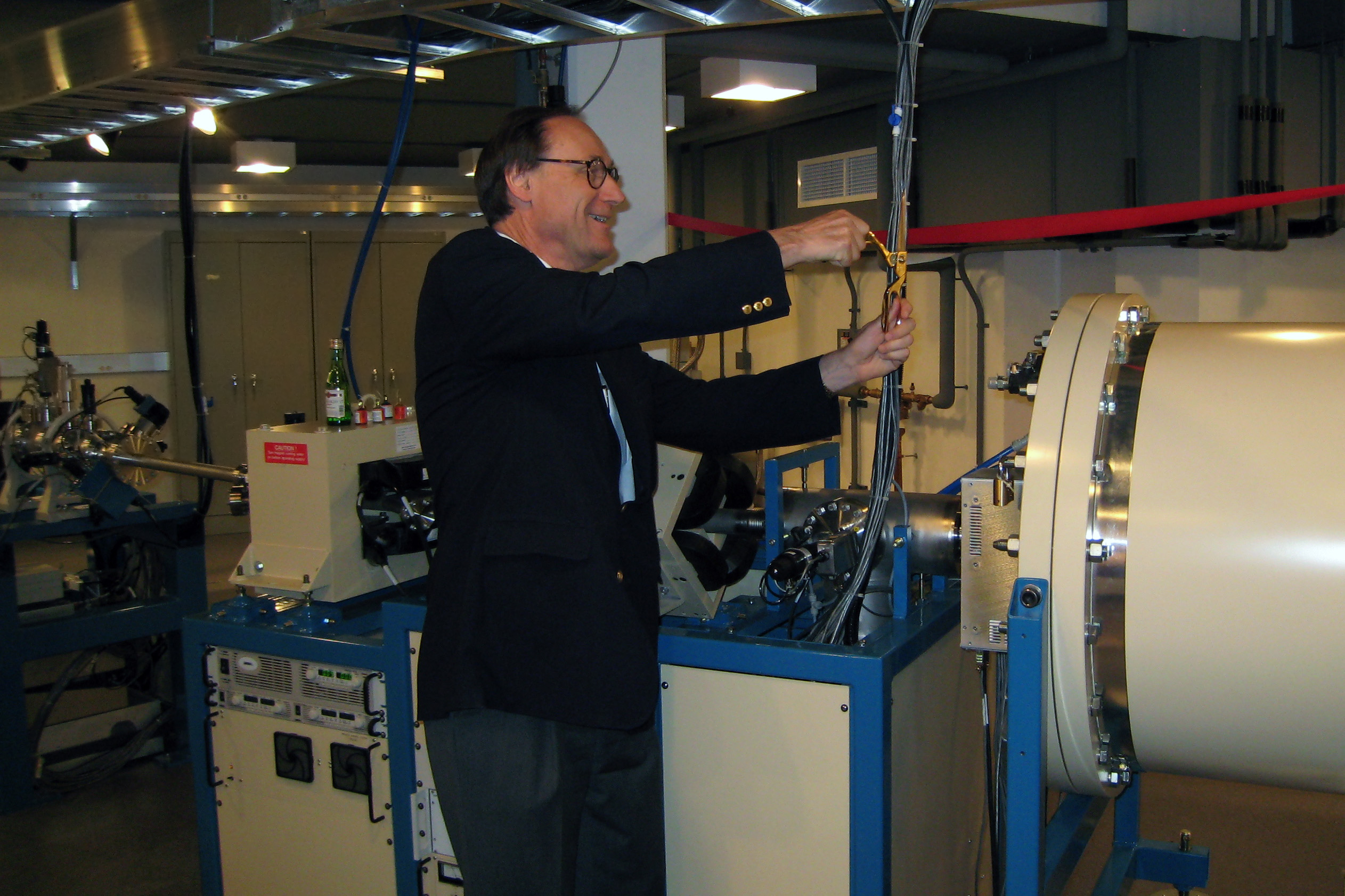
El rector Christopher Dahl corta la cinta del acelerador de partículas de 1.7 MeV de Geneseo.

SUNY Geneseo se encuentra al este del Valle de Genesee, lo cual le da al campus unas impresionantes vistas y sus famosos atardeceres. El área rural y bosques circundantes le proporcionan una serena seguridad a la comunidad integrante de la universidad. De los aproximadamente 5.000 residentes de Geneseo, aproximadamente el 70% trabaja para la universidad o está de algún modo afiliado a esta, haciendo de Geneseo una genuina "villa universitaria".
El Campus está dividido entre el Academic Quad, la "Sección Norte" y la "Sección Sur" con todos los edificios académicos en el Academic Quad. La Sección Sur tiene cinco residencias y un comedor universitario. La Sección Sur del complejo fue diseñada por Edgar Tafel, colaborador de Frank Lloyd Wright. Tafel también diseño el Brodie Building, que alberga la Facultad de Artes, así como otras 44 casa del campus, conocidas como Saratoga Terrace, que proporciona un corredor entre la Sección Sur y el Academic Quad.
La Sección Norte alberga once residencias universitarias, dos edificios de comedores, y el Centro de Salud Lauderdale. El Academic Quad comprende a todos los edificios del Campus superior e inferior, el College Union, el Centro Atlético Merritt, el auditorio Wadsworth y la biblioteca Milne que proporciona asombrosas vistas al Valle del Genesee.

## Admisiones y estadísticas
SUNY Geneseo se ha desarrollado hasta convertirse en una institución elitista, siendo una de las universidades públicas más selectas de EE. UU.. Geneseo College fue incluido con el número 12 en el ranking elaborado por el U.S. News & World Report de las mejores Universidades Regionales del Norte de EE. UU.. Según el ranking de valor de Kiplinger de enero de 2011, se coloca como la séptima universidad pública de los Estados Unidos y la segunda del Estado de Nueva York solo por detrás de Universidad de Binghamton
De acuerdo con el mismo estudio la tasa de admisión es significativamente baja en torno al 35%. Según datos del Departamento de Admisiones de la propia universidad, alrededor de 11000 estudiantes solicitaron su ingreso para uno de los 925 nuevos puestos para el curso 2014. Alrededor del 60% de los nuevos estudiantes para este año están entre el 10% de estudiantes más sobresalientes de sus Estudios Secundarios.

## Vida Estudiantil

### Periódico
El Periódico de la universidad es desde 1922 The Lamron (Normal escrito al revés). En él se describen noticias, se comparten opiniones y se informa sobre todos los eventos deportivos, culturales y artísticos que toman parte en la vida del campus.

### Deportes
El programa de deportes de Geneseo forma parte de la División III de la NCAA. Así mismo forma parte de la Conferencia Atlética State University of New York.  Geneseo tiene 15 diferentes programas deportivos incluyendo baloncesto (Masculino y Femenino), Cross-country (M, F), equitación (W), hockey hierba (F), hockey sobre hielo (M), lacrosse (M, F), fútbol (M, F), softball (F), natación (M, F), tenis (F), atletismo (M, F), y voleibol (F).

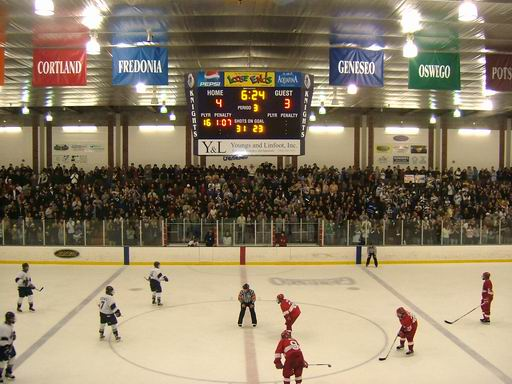
Partido de Hockey de los Ice Knights (Caballeros de Hielo) en el Ira S. Wilson Ice Arena.

Existen otros deportes, aún no incluidos en los programas de NCAA, donde Geneseo tiene clubs bastante competitivos en  torneos interuniversitarios.  Entre ellos se incluyen remo (M, F), rugby (M, F), baseball (M), hockey sobre hielo (F) waterpolo (M, F), voleibol (M), esquí (M, F), tenis (M), esgrima, ultimate frisbee, y cheerleading.
Existe también una amplia oferta de deportes para la competición interna, incluyendo el perenne clásico universitario, broomball. El Broomball es una especie de hockey sobre hielo que se juega con los jugadores utilizando escobas y un balón de fútbol, en vez de palos de hockey y un disco, calzando zapatos o botas en vez de patines de hielo.

### Partidos de Hockey sobre Hielo
En los últimos años, los partidos de Hockey sobre hielo en el  Ira S. Wilson Ice Arena se han convertido en el mayor evento del Campus, a los que asisten multitud de estudiantes y miembros de la comunidad. Consecuentemente se ha formado una gran hinchada y los grupos estudiantiles a menudo animan los partidos con juegos y ofreciendo todo tipo de promociones.

### Seuss Spruce

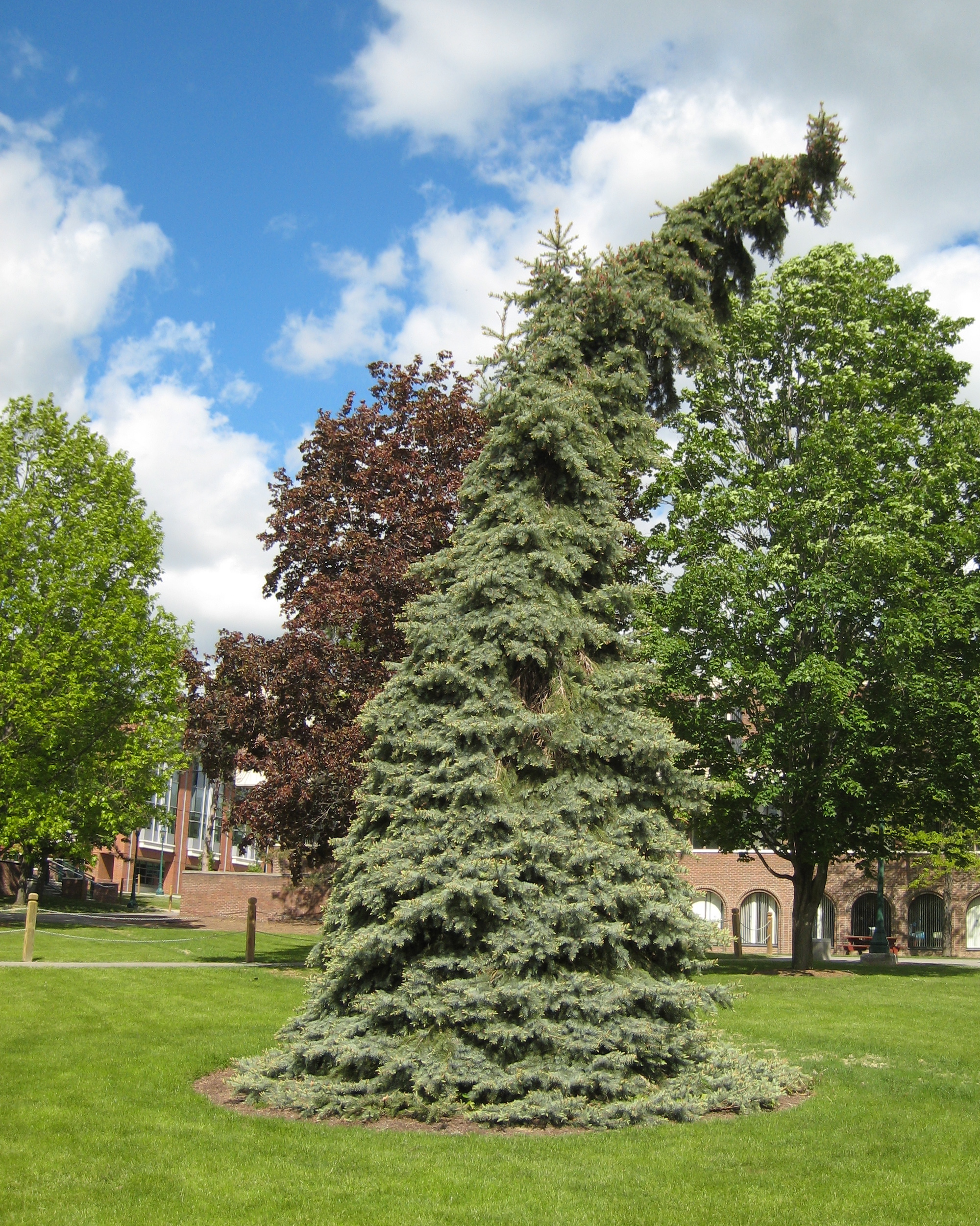
The Seuss Spruce.

En el Academic Quad se encuentra el "Seuss Spruce" (Abeto Rojo Seuss) llamado así por su parecido a una ilustración de Dr. Seuss.  Se dice que la forma del árbol se debe a una nevada y helada durante un invierno particularmente duro, y ahora el árbol solo crece torcido y ligeramente en espiral. Esto provoca la particularidad de que las ramas inferiores se abren en abanico a lo largo del suelo.

### Alma mater
Alma Mater es el himno de la universidad, cantada en convocatorias, inicio del año académico y otros eventos formales. Su letra es la siguiente:
Shine the sun down on her halls of wisdom, where memories linger and our thoughts remain

Sing her praises out across the valley, that echoes our refrain:

Geneseo! Geneseo! send us on our way

Geneseo! Geneseo! with our life's work we'll repay.